# Musikjahr 1674
Liste der Musikjahre

◄◄ | ◄ | 1670 | 1671 | 1672 | 1673 | Musikjahr 1674 | 1675 | 1676 | 1677 | 1678 | ► | ►►

Weitere Ereignisse
Dieser Artikel behandelt das Musikjahr 1674.

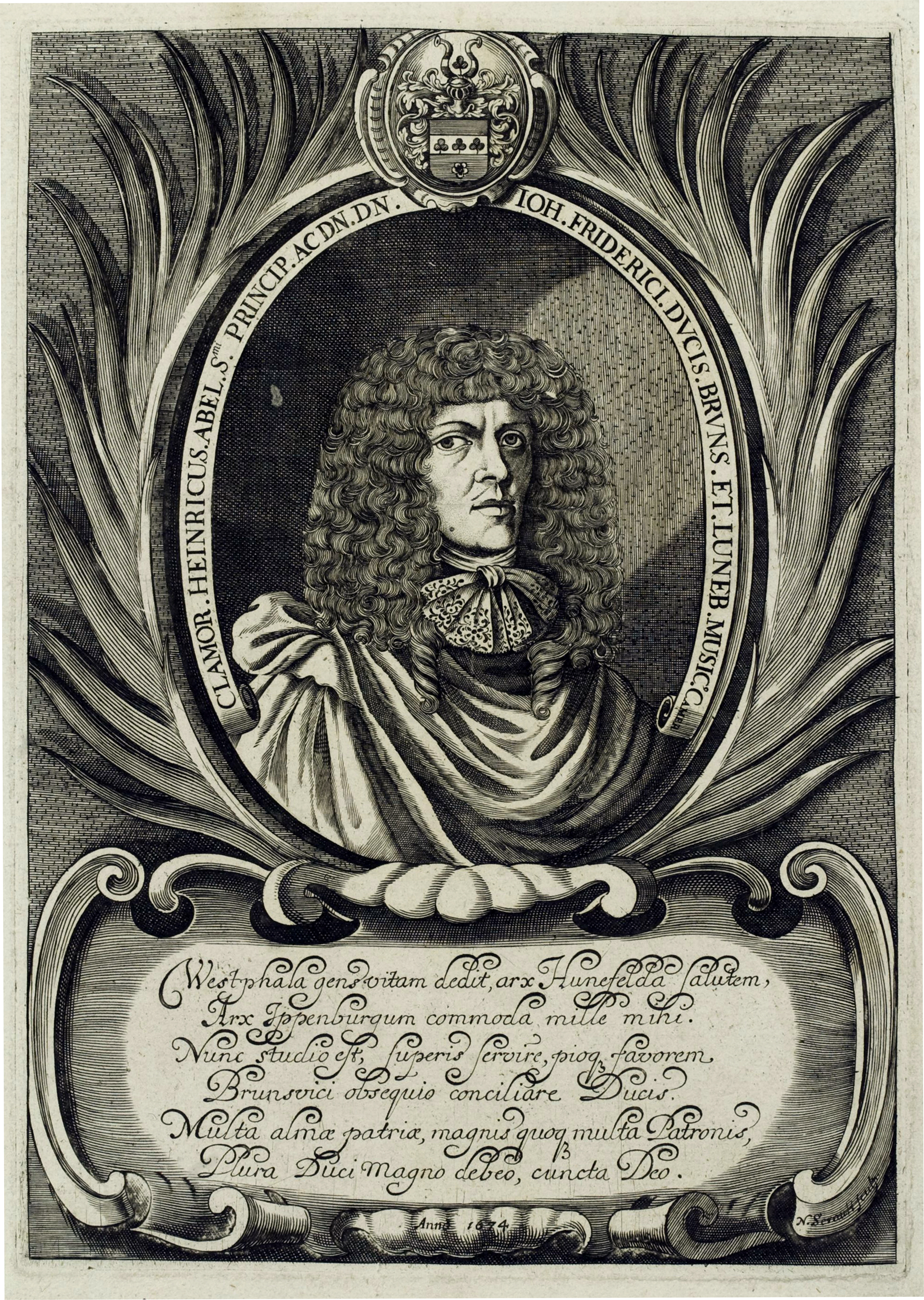
Porträt von „Clamor. Heinricus. Abel“; „Anno 1674“ datierter Kupferstich mit der Künstlersignatur von Noel Serault

## Ereignisse
- 00. April: Thomas Shadwell erstellt eine Neufassung der Dryden/Davenant-Fassung von Shakespeares Romanze Der Sturm. The Tempest. Ausgestattet mit Musik von John Bannister, Giovanni Battista Draghi, Pelham Humfrey, Pietro Reggio und Matthew Locke wird sie ein großer Erfolg.
- 00. Juli: John Blow wird zum Leiter des Knabenchors der Chapel Royal ernannt.
- 29. September: Nicholas Staggins wird zum Master of the King’s Music ernannt.
- Johann Aegidius Bach wird zum Organisten an der Kaufmannskirche in Erfurt ernannt.
- Dieterich Buxtehude schreibt für seinen am 22. Januar verstorbenen Vater die Trauermusik Mit Fried und Freud.
- Giovanni Paolo Colonna wird Kapellmeister in Bologna.
- Robert Cambert ist im März 1674 an der Gründung der ersten Royal Academy of Musick nach französischem Vorbild beteiligt.

## Instrumental- und Vokalmusik (Auswahl)
- Clamor Heinrich Abel – Erstlinge musikalischer Blumen,Teil 1
- Heinrich Biber – Missa Christi resurgentis à 20
- Dieterich Buxtehude
  - Fried- und Freudenreiche Hinfarth, Lübeck (enthält Mit Fried und Freud, komponiert 1671, und Klag-Lied)
  - Klag-Lied: Muß der Tod denn auch entbinden (Choralbearbeitungen)
  - Drei schöne Dinge sind, BuxWV 19
- Cristofaro Caresana
  - La caccia del toro
  - La Veglia
- Marc-Antoine Charpentier
  - Laudate Dominum, H.159
  - Domine Dominus noster, H.163
  - Pour Ste. Anne, H.315
- Francesco Corbetta – La Guitarre Royalle
- Carolus Hacquart – Cantiones sacrae, op. 1
- Bishop Thomas Ken – Morning Hymn (auf der Grundlage von Psalm 108.2)
- Maria Francesca Nascimbeni – Mottetto Sitientes venite
- Gaspar Sanz – Instrucción de Música
- Pavel Josef Vejvanovský – Sonata Natalis (komponiert für die Weihnachtszeit)

Lully - Alceste - libretto, Paris 1674 - title page

## Musiktheater
- 19. Januar: Uraufführung der Tragédie lyrique (Oper) in einem Prolog und fünf Akten Alceste von Jean-Baptiste Lully (Musik) mit einem Libretto von Philippe Quinault nach Motiven aus der Tragödie Alkestis des Euripides im Palais Royal der Pariser Oper.

## Geboren

### Geburtsdatum gesichert
- 16. Januar: Robert Valentine, englischer Flötist und Komponist († nach 1735)
- 22. Januar (getauft): Reinhard Keiser, deutscher Komponist († 1739)
- 24. Februar (getauft): Pierre-César Abeille, französischer Komponist († nach 1733)
- 02. März: Johann Baptist Funtsch, deutscher Orgelbauer († 1743)
- 17. Juli: Isaac Watts, britischer Liederdichter († 1748)
- 00. November: Pierre Dumage, organist and composer († 1751)
- 15. Dezember (getauft): Heinrich Rademin, deutscher Schauspieler, Theaterprinzipal, Bühnenschriftsteller und Übersetzer († 1731)

### Geboren um 1674
- Jeremiah Clarke, englischer Komponist und Organist († 1707)

## Gestorben

### Todesdatum gesichert
- 12. Januar: Giacomo Carissimi, italienischer Komponist (* 1605)
- 24. Februar: Matthias Weckmann, deutscher Komponist (* vor April 1619)
- 14. Juli: Pelham Humfrey, englischer Komponist (* um 1647)
- 10. Oktober: Johann Kilian Heller, deutscher Komponist und Organist (* um 1633)
- 27. Oktober: Hallgrímur Pétursson, isländischer Pfarrer, Schriftsteller und Kirchenlieddichter (* 1614)
- 14. November: Giovan Battista Ferrini, italienischer Organist, Cembalist und Komponist (* um 1601)

### Genaues Todesdatum unbekannt
- Hans Christoph Fritzsche, deutscher Orgelbauer (* vor 1638)